# 香港保護兒童會譚雅士幼兒學校

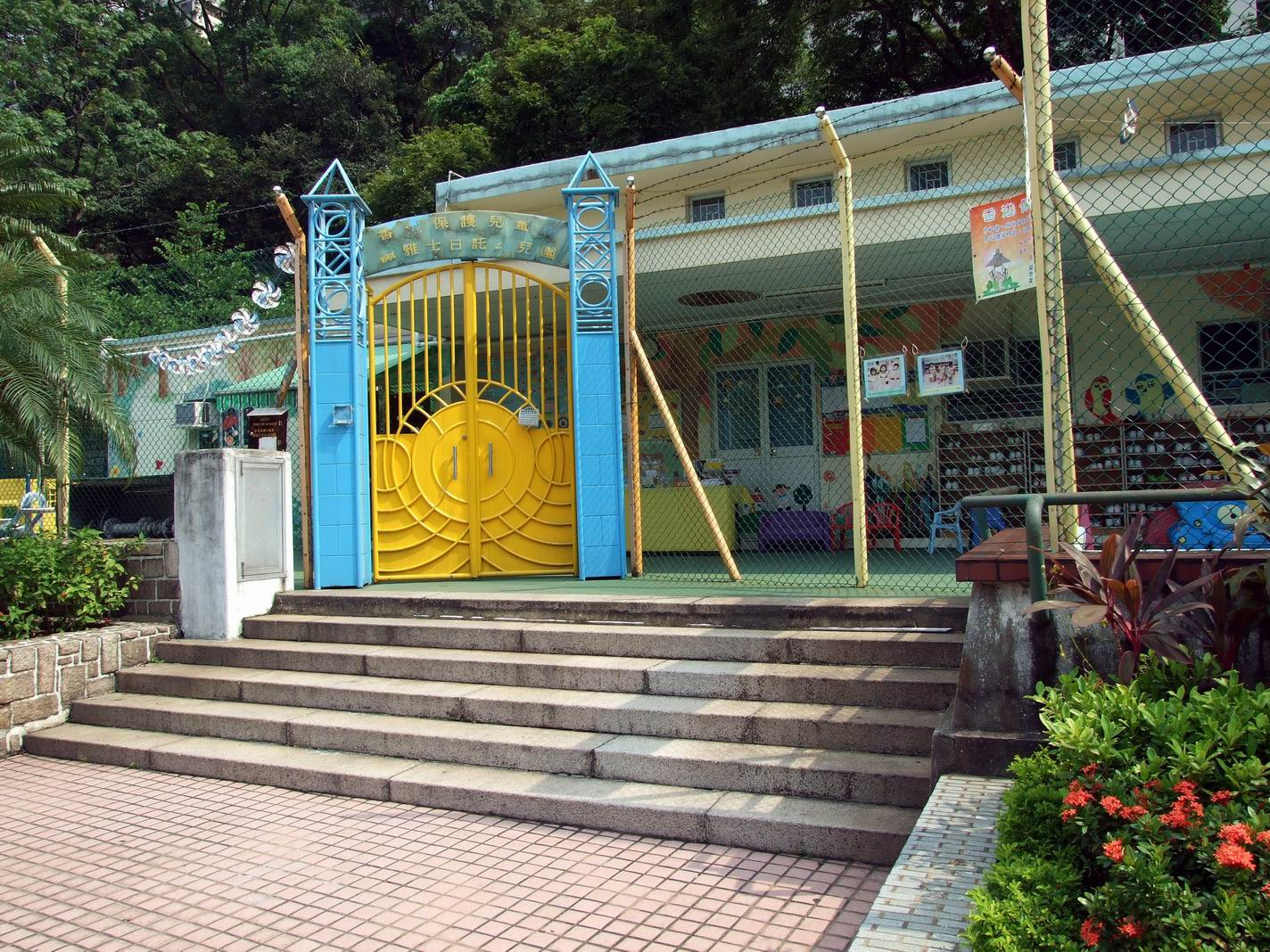
譚雅士幼兒學校

香港保護兒童會譚雅士幼兒學校（英語：Hong Kong Society for the Protection of Children Thomas Tam Nursery School）位於香港香港島西營盤醫院道香港佐治五世紀念公園內南部。為香港碩果僅存坐落於由香港政府管理的公園範圍內的幼兒園，於1963年創校，由非牟利團體香港保護兒童會管理，以香港20世紀中葉社會知名人士譚雅士命名。
現今香港的公園規劃不復見有學校設置，代之而起的更多的康樂、體育及文化設施。此園是獨立平房式建築，週遭有石牆樹包圍，被康樂及文化事務署列入香港古樹名冊。

## 外部連結
- 香港保護兒童會 （页面存档备份，存于）
  - 譚雅士幼兒學校地址 （页面存档备份，存于）
  - 譚雅士幼兒學校創校年份 （页面存档备份，存于）
- 古樹名木冊[永久]